# Sepiella ornata
Sepiella ornata är en bläckfiskart som först beskrevs av Rang 1837.  Sepiella ornata ingår i släktet Sepiella och familjen Sepiidae. IUCN kategoriserar arten globalt som otillräckligt studerad. Inga underarter finns listade i Catalogue of Life.